# Żurawica
Żurawica è un comune rurale polacco del distretto di Przemyśl, nel voivodato della Precarpazia.
Ricopre una superficie di 95,37 km² e nel 2004 contava 12 165 abitanti.